# Халенбек-Ролсдорф
Халенбек-Ролсдорф (њем. Halenbeck-Rohlsdorf) општина је у њемачкој савезној држави Бранденбург. Једно је од 26 општинских средишта округа Пригниц. Према процјени из 2010. у општини је живјело 635 становника. Посједује регионалну шифру (AGS) 12070153.

## Географски и демографски подаци
Халенбек-Ролсдорф се налази у савезној држави Бранденбург у округу Пригниц. Општина се налази на надморској висини од 90 метара. Површина општине износи 39,4 km². У самом мјесту је, према процјени из 2010. године, живјело 635 становника. Просјечна густина становништва износи 16 становника/km².